# Beatriz Nascimento
Maria Beatriz Nascimento (Aracaju, 12 de julho de 1942 – Rio de Janeiro, 28 de janeiro de 1995) foi uma brasileira historiadora, professora, roteirista, poeta e ativista pelos direitos humanos de negros e mulheres.
Nascida em Sergipe, migrou com a família para a cidade do Rio de Janeiro, onde formou-se em História pela Universidade Federal do Rio de Janeiro, (UFRJ) especializou-se na Universidade Federal Fluminense (UFF) e fez parte do corpo discente do curso de mestrado em Comunicação Social da UFRJ.
Tornou-se influente nos estudos das relações raciais no Brasil após sua notoriedade em organizações acadêmicas do movimento negro. Suas obras mais notórias são o documentário Ori (1989) e artigos sobre o conceito de quilombo na História, raça, racismo e sexismo.

## Biografia
Maria Beatriz nasceu em Aracaju, em 1942. Seus pais eram a dona de casa Rubina Pereira do Nascimento e o pedreiro Francisco Xavier do Nascimento, que tiveram dez filhos, sendo a segunda filha mais nova. Com apenas 7 anos, migrou com a família para a cidade do Rio de Janeiro, no final de 1949, em uma viagem de barco, partindo de Salvador, instalando em Cordovil, Zona da Leopoldina. Entre 1968 e 1971, cursa História na Universidade Federal do Rio de Janeiro (UFRJ). Fez estágio em pesquisa no Arquivo Nacional, sob orientação do historiador José Honório Rodrigues e ingressa na rede estadual de ensino do Rio de Janeiro, lecionando história na Escola Estadual Roma, em Copacabana.
Em 1978, inicia pós-graduação lato sensu em História, pela Universidade Federal Fluminense, concluindo em 1981, estudando sistemas alternativos organizados exclusivamente por negros, pesquisando de quilombos às favelas modernas.

## Movimento negro
Já formada e lecionando na rede estadual, Maria Beatriz começou sua militância, participando e propondo discussões raciais, em especial no meio acadêmico. Ajudou a criar o Grupo de Trabalho André Rebouças, em 1974, na Universidade Federal Fluminense (UFF), e o Instituto de Pesquisa das Culturas Negras, em 1975. Participou como conferencista de diversos encontros, conferências e simpósios, falando sobre seus incômodos quanto ao espaço universitário falar do negro apenas como o escravo, como se as pessoas negras tivessem participado da história apenas como mão-de-obra compulsória e sem direito à escolha. Participou da Quinzena do Negro, em outubro de 1977, na Universidade de São Paulo, apresentando trabalho relacionado à questão étnico-racial, em especial dos quilombos. Esteve duas vezes na África, com o intuito de conhecer parte do continente. Dentre essas vezes esteve em Angola, para conhecer os territórios dos antigos quilombos angolanos. A universidade era seu lugar privilegiado de atuação Esta era a sua militância, e foi também o seu dilema.. A encruzilhada entre a academia e o movimento social se manteve durante toda a trajetória de Beatriz, que também apontava os limites do pensamento acadêmico, no horizonte da sua dinâmica de produção colonial, indicando as possibilidades de uma história da gente negra.

## Morte
Em 1995, Maria Beatriz cursava mestrado em Comunicação Social, na UFRJ, e tinha aconselhado sua amiga, Áurea, a largar o companheiro, Antônio Jorge Amorim Viana, após várias reclamações de violência doméstica. Em 28 de janeiro daquele ano, ele deu cinco tiros em Maria Beatriz, por entender que ela interferia em sua vida privada e o teria ofendido, chamando-o de "bicha" em frente a seus amigos. Antônio fugiu e acabou sendo preso em um bar pela polícia civil em 9 de fevereiro de 1995. Antônio já tinha passagem pela polícia por acusações de homicídio, tentativa de estupro e uso de drogas, pelas quais já cumpria pena de 11 anos e seis meses.
Antônio disse à polícia que o assassinato da professora se deu depois de consumo de bebida alcoólica e remédios para dor de estômago. Ele não reagiu à prisão. Em 19 de abril de 1996, Antônio foi condenado a 17 anos de prisão pela morte de Maria Beatriz. A suposta amiga de Beatriz e namorada de Vianna, Áurea Gurgel da Silveira, também foi acusada, por prestar falso testemunho ao tentar manchar a imagem de Beatriz perante o júri dizendo que a pesquisadora aliciava menores e fazia orgias.
Maria Beatriz tinha 52 anos e foi sepultada no Cemitério São João Batista, com a presença da família, de amigos e militantes do movimento negro. Divorciada, ela deixou uma filha, Bethânia Nascimento Freitas Gomes, bailarina no Dance Theatre of Harlem, em Nova Iorque, e quem escreveu a Apresentação do livro Beatriz Nascimento, quilombola e intelectual: possibilidade nos dias da destruição. Nesse texto, Bethânia Nascimento Freitas Gomes relata que sua mãe escrevia muito "sobre o negro e o racismo", no entanto, a frase “É preciso saber de onde se vem para saber onde se vai” chamou sua atenção, pois nesse momento percebeu que havia poesia no ativismo da escritora.

## Obras
O trabalho de maior reconhecimento de Maria Beatriz é o filme e documentário Ôrí (1989), de autoria, direção, argumento e roteiro original da socióloga e cineasta Raquel Gerber, no qual Maria Beatriz atua enquanto narradora, protagonista e personagem. A obra documenta a trajetória dos movimentos negros no Brasil entre 1977 e 1988, sendo o quilombo a ideia central e em parte a trajetória da própria Maria Beatriz. Abordou temas como corporeidade do negro, a perda da imagem que atingia africanas e africanos escravizados e seus descendentes em diáspora e a situação das mulheres negras no Brasil, analisando sua condição social inferior devida ao amálgama de heranças escravistas com mecanismos racistas.
A intelectual apresentava, em suas obras, a experiência da população negra, especialmente das mulheres, no Brasil. No ensaio Meu negro interno, buscou compreender a opressão sofrida pelas pessoas negras por meio da psicanálise. Em busca de respostas para o sofrimento psíquico que sentia, consultou um analista, o qual sugeriu que havia uma força opressora, como se fosse um desdobramento da própria pensadora, que reproduzia o racismo no seu interior. Beatriz Nascimento refutou essa ideia no ensaio e manteve-se na busca pela resposta que explicasse o abismo social provocado pelo racismo no Brasil.
As poesias de Beatriz Nascimento são um modo de apresentar e valorizar a cultura, os saberes, a expressão do povo negro, cujos corpos registram dores, mas também carregam sabedoria, memória, identidade. Seus ensaios são parte fundamental para o entendimento das opressões a que pessoas negras são submetidas, desde a infância. Suas obras têm sido objeto de pesquisa, no entanto, ainda há lacunas na academia quanto à visibilidade de sua produção.
Trabalhos importantes publicados em revistas e periódicos:
- "Por uma história do homem negro", Revista de Cultura Vozes. 68(1), pp. 41–45, 1974.
- "Negro e racismo", Revista de Cultura Vozes. 68 (7), pp. 65–68, Petrópolis, 1974
- "A mulher negra no mercado de trabalho", Jornal Última Hora, Rio de Janeiro, domingo, 25 de julho de 1976.
- "Nossa democracia racial",  Revista IstoÉ. 23 de novembro de 1977, pp. 48–49
- "Kilombo e memória comunitária: um estudo de caso", Estudos Afro-Asiáticos 6-7. Rio de Janeiro, CEAA/UCAM, pp. 259–265. 1982.
- "O conceito de quilombo e a resistência cultural negra", Afrodiáspora Nos. 6-7, pp. 41–49. 1985.
- "Daquilo que se chama cultura", Jornal IDE. No. 12. Sociedade Brasileira de Psicanálise – São Paulo. Dezembro, 1986, p. 8.
- "O quilombo do Jabaquara". Revista de Cultura, Vozes (maio-junho).
- "A mulher negra e o amor", Jornal Maioria Falante, Nº 17, Fev – março, 1990, p. 3.
- "O negro visto por ele mesmo – Ensaios, entrevistas e prosa". São Paulo: Ubu Editora, 2022. (Publicação póstuma, reunião de material anteriormente publicado e textos inéditos)[21].